# Brujerías
Brujerías, (del inglés: Wyrd Sisters) es una novela escrita por Terry Pratchett, y la sexta novela de la saga del Mundodisco, publicada en España en 1992. La protagonista es Yaya Ceravieja, la bruja que apareció por primera vez en Ritos Iguales. El título incluye el término Wyrd, que en mitología nórdica refiere el concepto del destino. 

## Argumento
El argumento es a grandes rasgos un homenaje a la tragedia Macbeth de Shakespeare. Brujerías tiene como protagonistas a las tres brujas: Yaya Ceravieja, Tata Ogg y Magrat Ajostiernos.
El rey Verence I de Lancre es asesinado por su primo, el duque Felmet, y la corona del Rey y su bebé son entregados por un sirviente a las tres brujas. Las brujas le encargan a una compañía de actores viajantes, tomando en cuenta que el destino se encaminará (finalmente) y que Tomjon crecerá para derrocar al duque Felmet. 
Sin embargo, el reino (la tierra, y el colectivo de la gente) esté enojado, y no quiere esperar quince años, así que las brujas mueven el reino completo hacia el futuro. Mientras tanto, el duque ha decidido que quiere una obra de teatro para mostrar su benevolencia en términos que el pueblo entienda. Manda a su bufón a Ankh-Morpork, quien termina contratando a la misma compañía de actores en la que se encuentra Tomjon, para escribirla e interpretarla.

## Adaptaciones
Existe una serie animada hecha en 1997 por la BBC y una dramatización en 4 partes emitida por radio, además de la adaptación teatral realizada por Stephen Briggs.
- Datos: Q1765450
- Multimedia: Wyrd Sisters (play) / Q1765450